# ТЕС Катакхалі
24°22′2″ пн. ш. 88°40′31″ сх. д. / 24.36722° пн. ш. 88.67528° сх. д.
ТЕС Катакхалі – теплова електростанція на заході Бангладеш біля кордону з Індією, яка належить державній компанії Bangladesh Power Development Board (BPDB).
В 21 столітті на тлі стрімко зростаючого попиту у Бангладеш почався розвиток генеруючих потужностей на основі двигунів внутрішнього згоряння, які могли бути швидко змонтовані. Зокрема, в 2012-му в районі Катакхалі почала роботу електростанція компанії BPDB, яка має 6 генераторних установок MAN 18V32/40 CD загальною потужністю 55,5 МВт (номінальна потужність майданчику рахується як 50 МВт).
У той же період в Бангладеш почали широко використовувати практику оренди генеруючих потужностей – BPDB укладала угоди із приватними компаніями, які розміщували на наданих майданчиках генеруючі установки, котрі могли бути в майбутньому демобілізовані. Зокрема, в тому ж 2012-му в районі Катакхалі стали до роботи 6 установок Wärtsilä 20V32 потужністю по 8,9 МВт, надані компанією Northern Power Solution Limited. За договором з BPDB цей майданчик має гарантувати поставку 50 МВт.
Як паливо станція використовує нафтопродукти. 
Видача продукції відбувається по ЛЕП, розрахованій на роботу під напругою 132 кВ.